# Steve James (Snookerspieler)
Steve James (* 2. Mai 1961 in Cannock) ist ein ehemaliger englischer Snookerspieler. Zwischen 1986 und 2006 war er insgesamt 18 Jahre auf der Profitour aktiv.

## Karriere

### Anfänge und schneller Aufstieg
Steve James nahm 1985 an der neu eingeführten Pro Ticket Series der WPBSA zur Qualifikation für die Profitour teil. Im Jahr darauf wurde er im Alter von 26 Jahren zugelassen und durfte ab der Saison 1986/87 an den großen Profiturnieren teilnehmen. Anfänglich kam er nicht über die zweite Runde hinaus, erst bei der English Professional Championship besiegte er unter anderem Altmeister Fred Davis und Top-32-Spieler Steve Longworth und kam ins Achtelfinale. Bei den British Open besiegte er den Australier John Campbell mit 5:1 und schaffte mit der Runde der Letzten 32 sein bestes Ergebnis bei einem Ranglistenturnier. Zu Beginn der folgenden Saison besiegte er bei den International Open Campbell erneut, er erreichte zum ersten Mal die TV-Phase und kam ins Achtelfinale. Bei den British Open wiederholte er das Vorjahresergebnis. Dazwischen lagen aber auch einige frühe Niederlagen. Den ersten großen Sprung nach vorne machte er bei der Weltmeisterschaft 1988. Er schaffte es nicht nur durch die Qualifikation, bei seinem ersten Auftritt im Crucible Theatre besiegte er den Weltranglisten-12. Rex Williams und danach sogar noch die Nummer 5 Joe Johnson. Erst im Viertelfinale verlor er knapp mit 11:13 gegen Cliff Thorburn. Nach zwei Jahren hatte er sich damit selbst unter die Top 32 gespielt. Damit sparte er sich bei den Ranglistenturnieren die Qualifikation.
In der Saison 1988/89 stellte er wieder beim International Open 1988 zu Beginn ein neues Bestergebnis auf und erreichte das Halbfinale. Er besiegte unter anderem Jungstar Stephen Hendry und erst der Weltranglistenerste Steve Davis konnte ihn, wenn auch deutlich mit 9:1, stoppen. Beim einzigen nicht-europäischen Ranglistenturnier, dem Canadian Masters kam er ins Achtelfinale und vier weitere Male unter die Letzten 32. Auch bei der WM stand er zum zweiten Mal im Crucible und verlor ganz knapp mit 9:10 gegen John Parrott. Das brachte ihn insgesamt aber schon auf Platz 16 der Weltrangliste. Die nächste Spielzeit begann durchwachsen. Zwei Achtelfinals standen zwei Auftaktniederlagen gegenüber. Erst das Classic zu Beginn des neuen Jahres war ein neuer Karrierehöhepunkt. Im Achtelfinale besiegte er den Weltranglistenzweiten John Parrott, im Halbfinale nahm er erfolgreich Revanche an der Nummer 1 Steve Davis und schließlich gewann er auch noch sein erstes Finale mit 10:6 gegen den Australier Warren King und sicherte sich seinen ersten Profititel. Allerdings war es auch der einzige Sieg, der ihm bei einem Ranglistenturnier gelang. Anschließend gelang ihm noch zweimal, beim British Open und beim European Open, der Einzug ins Halbfinale. Bei der abschließenden WM war er erstmals für die Endrunde gesetzt. In der ersten Runde gegen Alex Higgins gelang ihm die erste offizielle „16 Red Clearance“: Er nutzte zum Einstieg einen Free Ball als zusätzliche Rote und räumte anschließend den kompletten Tisch mit den 15 regulären Roten und allen Farben leer. Im Turnier erreichte er das Achtelfinale und verlor gegen Steve Davis. Trotz des schwierigen Starts hatte er sich damit bis zum Saisonende noch auf Platz 9 der Weltrangliste verbessert.

### Karriere in den Top 16
Zu Beginn der Saison 1990/91 nahm er erfolgreich Revanche an Davis und schlug seinen Landsmann beim Scottish Masters mit 6:1. Kurz darauf gelang ihm beim Grand Prix ein weiterer Sieg über einen der Top 3: Er besiegte John Parrott mit 5:3. Bei beiden Turnieren erreichte er das Halbfinale. Danach folgte wieder eine schwächere Phase mit Erst- und Zweitrundenniederlagen, unter anderem auch beim Classic und dem British Open. Bei seiner zweiten Masters-Teilnahme kam er erstmals ins Viertelfinale, beim European Open immerhin ins Achtelfinale. Bei der Weltmeisterschaft kam er nach einem knappen 13:12 über Dean Reynolds zum zweiten Mal ins Viertelfinale. Dort spielte er gegen den Titelverteidiger Stephen Hendry. Der Schotte ging zwar immer wieder in Führung, doch James hielt mit. Beim 12:11 ging er erstmals selbst in Führung und vollendete danach zum 13:11-Sieg. Damit hatte er in einer Saison die Top 3 der Welt geschlagen. Nur gegen die Nummer 4 blieb er erfolglos: Jimmy White besiegte ihn im Halbfinale mit 16:9. Es war das beste WM-Ergebnis seiner Karriere. Es brachte ihn auf Platz 7 der Weltrangliste, was ebenfalls sein bestes Karriereergebnis war.
Steve James hatte sich damit zwar in den Top 16 etabliert, seine Leistungen blieben aber unstet. Schuld daran waren neben der gesundheitlichen Beeinträchtigung durch Diabetes seine Alkohol- und Eheprobleme, die ihn immer wieder zurückwarfen. Bei den kleinen Turnieren zu Beginn der folgenden Saison gab es wieder frühe Niederlagen, beim Scottish Masters kam er aber, unter anderem mit einem weiteren Sieg über John Parrott, ins Halbfinale. Dasselbe Ergebnis erreichte er beim ersten Ranglistenturnier der Saison, dem Dubai Classic. Bei der UK Championship, dem Triple-Crown-Turnier, bei dem er bis dahin immer am schlechtesten abgeschnitten hatte, erreichte er mit dem Viertelfinale sein bestes Ergebnis bei 18 Teilnahmen. Beim Masters verlor er dagegen sein Auftaktmatch gegen den Qualifikanten James Wattana. Weitere frühe Niederlagen folgten und bei der WM verlor er überraschend sein Auftaktspiel gegen den Neuseeländer Dene O’Kane mit 9:10. Unter dem Strich bedeutete das einen Rückschritt in seiner Karriere und Platz 10 in der Saisonendabrechnung. Zum Abschluss der Spielzeit trafen sich viele Profis noch in Wales beim Pontins Professional. Dort erreichte er das Finale und holte sich mit einem 9:8-Sieg über Titelverteidiger Neal Foulds den zweiten Titel seiner Profikarriere.
In der Saison 1992/93 erreichte er bei fünf Ranglistenturnieren, darunter die UK Championship und die WM, das Achtelfinale, schied aber auch dreimal in der ersten Runde aus. Bessere Ergebnisse schaffte er nur bei Einladungsturnieren. Beim Indian Masters erreichte er sein drittes Profifinale und musste gegen Steve Davis seine erste Finalniederlage hinnehmen. Beim Masters erreichte er wieder das Viertelfinale, verlor aber auch ein weiteres Mal gegen Jimmy White. In der Zweijahreswertung der Weltrangliste konnte er damit die Punkte der Vorvorsaison nicht verteidigen und er verlor drei weitere Plätze. Im Jahr darauf erreichte er bei seiner zweiten Pot-Black-Teilnahme das Halbfinale und beim Masters ein letztes Mal das Viertelfinale, aber erneut war bei allen Ranglistenturnieren spätestens im Achtelfinale Schluss. Bei der WM unterlag er 3:13 gegen Steve Davis und verlor dabei nach dem 3:3 10 Frames in Folge. Nur viermal kam er unter die letzten 16 und so fiel er nach fünf Jahren wieder aus den Top 16 heraus.

### Stetiger Abstieg und letzte Karrierejahre in den 2000ern
Der Abwärtstrend setzte sich im folgenden Jahr dramatisch fort. James verlor reihenweise seine Auftaktspiele und holte insgesamt nur zwei Siege. Erst zum zweiten Mal in seiner Karriere gelang ihm nicht der Einzug ins Crucible. Nur dem Privileg, für die Hauptturniere gesetzt zu sein, verdankte er es, dass er nicht weiter als bis auf Platz 26 fiel. Erst in der Saison 1995/96 fing er sich wieder. In der Masters-Qualifikation gelangen ihm endlich wieder ein paar deutliche Siege, auch wenn er im Achtelfinale ausschied. Und direkt danach beim Grand Prix besiegte er mit Steve Davis wieder einen Top-3-Spieler. Erst im Halbfinale war Stephen Hendry Endstation. Zwei weitere Ranglistenturniere beendete er im Achtelfinale und bei der WM kam er nach einem 10:7 über Mark Davis wieder in die Hauptrunde. Im Jahr darauf gelang ihm kein weiterer Höhepunkt und kein Achtelfinale, aber er sammelte immerhin genug Auftaktsiege, um sich auf Platz 24 zu halten.
Allerdings geriet er aufgrund eines aufwändigen Lebensstils in erhebliche finanzielle Probleme, er musste seinen Snookertisch verkaufen, verlor seine Wohnung und meldete schließlich Insolvenz an. Später verlor er seinen Führerschein und seine Mobilität war eingeschränkt. Darunter litt seine Leistung. In der Saison 1997/98 hätte er sich aber wieder steigern müssen, um die Punkte in der Zweijahreswertung wieder wettzumachen, aber er blieb ohne Achtelfinals und auf dem Niveau des Vorjahrs, und damit fiel er nach 10 Jahren im Alter von 37 Jahren wieder aus den Top 32 heraus. Damit musste er auch wieder in die Qualifikationsturniere vor den Hauptevents. Häufig unterlag er, aber bei den beiden wichtigsten Turnieren, der UK Championship und der Weltmeisterschaft, erreichte er die Runde der Letzten 32. Bei der WM war es sein neunter und letzter Auftritt im Crucible, bei dem er mit 3:10 gegen Ken Doherty verlor. Die Ergebnisse retteten ihn auch über die Saison hinaus. Im Jahr danach erreichte er nur dreimal das Hauptturnier und nur beim Scottish Open 2000 kam er unter die Letzten 32. Trotzdem hielt er sich noch auf Platz 64 und behielt damit seine Zugehörigkeit zur Profitour. Auch im folgenden Jahr konnte er sich noch halten, nachdem er dreimal Runde 3 erreicht hatte. Erst 2000/01 war es dann soweit. Ohne einen einzigen Sieg fiel er aus der Wertung und verlor nach 16 Jahren ohne Unterbrechung seinen Profistatus.
Er beendete aber seine Karriere nicht, sondern versuchte sich über die Challenge Tour erneut zu qualifizieren. Dies misslang im ersten Jahr, aber 2003/04 erreichte er einmal das Finale und landete insgesamt unter den Besten, so dass er 2004/05 noch einmal auf die Profitour zurückkehrte. Bei den Welsh Open 2005 erreichte er ein letztes Mal ein Hauptturnier. Nach zwei Auftaktniederlagen in der Saison 2005/06 trat er aber nicht mehr weiter an und beendete schließlich 2006 im Alter von 45 Jahren seine aktive Karriere.

## Erfolge
Ranglistenturniere:
- Sieger: Classic (1990)
- Halbfinale: Weltmeisterschaft (1991), International Open (1988), European Open (1990), British Open (1990), Grand Prix (1990, 1995), Dubai Classic (1991)

Andere Profiturniere:
- Sieger: Pontins Professional (1992)
- Finalist: Indian Masters (1992)
- Halbfinale: Pontins Professional (1993), Scottish Masters (1990, 1991), Pot Black (1993)

Qualifikationsturniere:
- Finalist: Challenge Tour (2004, Event 3)